# Parabole du riche et de Lazare

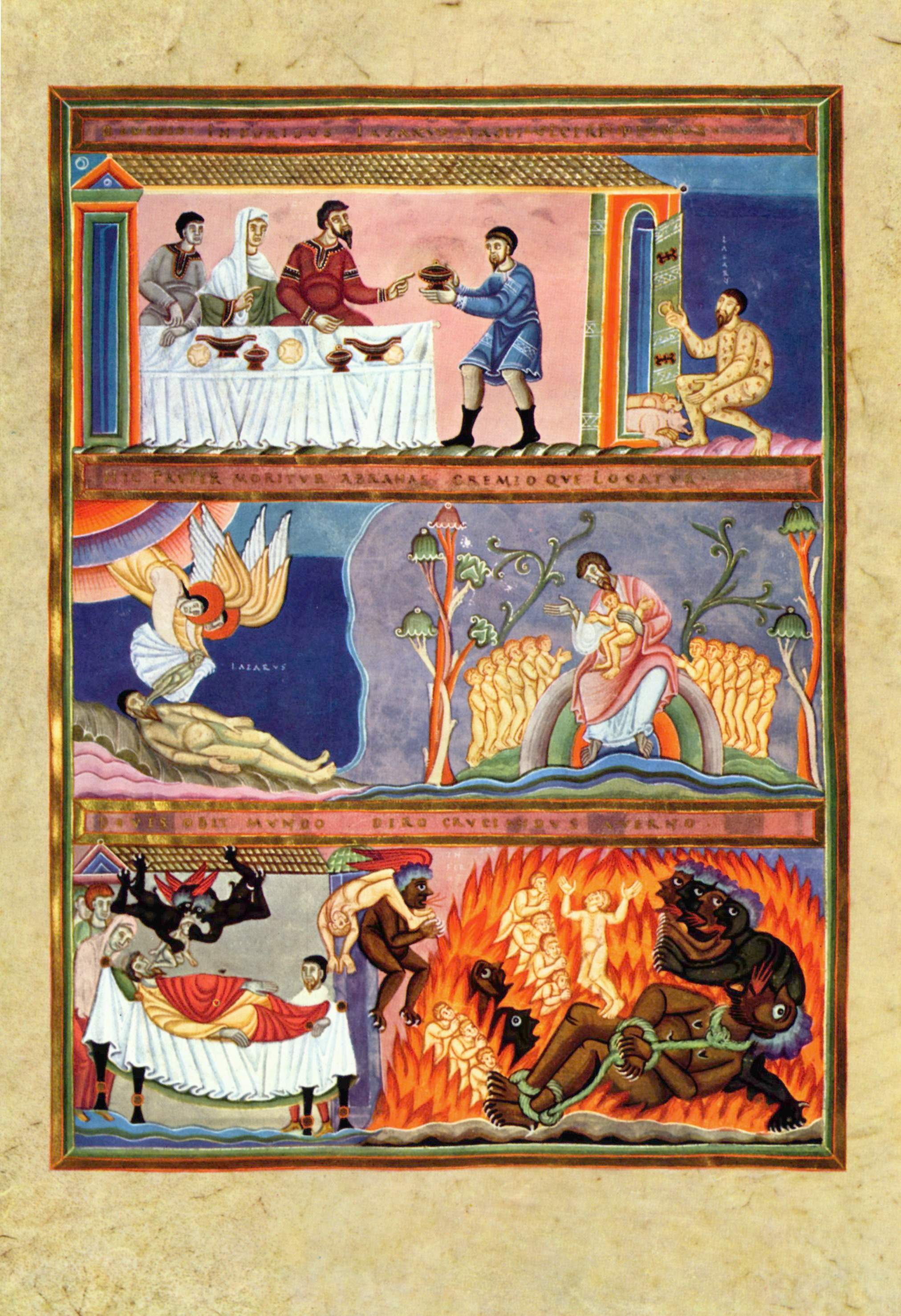
Lazare et le mauvais riche, enluminure du Codex Aureus d'Echternach.
Panneau supérieur : Lazare devant la porte de la maison du mauvais riche.
Panneau médian : Lazare est emporté au Paradis par deux anges ; Lazare dans le sein d'Abraham.
Panneau inférieur : Le mauvais riche est conduit en enfer par deux anges ; il y est torturé.

La parabole du riche et de Lazare est l'une des paraboles de Jésus de Nazareth. Elle est la seule dans laquelle l'auteur mentionne le nom de l'un de ses protagonistes. 
L'histoire se trouve dans l'Évangile selon Luc 16:19–31, où elle suit l'économe infidèle. Dans le domaine de l'exégèse biblique, elle fait partie du Sondergut de cet évangile.
L'auteur y emploie des images apocalyptiques du judaïsme du Ier siècle, notamment le Sein d'Abraham. 

## Texte
Évangile selon Luc, chapitre 16, versets 19 à 31:
19 « Il y avait un homme riche, qui était vêtu de pourpre et de fin lin, et qui chaque jour menait joyeuse et brillante vie. 20 Un pauvre, nommé Lazare, était couché à sa porte, couvert d'ulcères, 21 et désireux de se rassasier des miettes qui tombaient de la table du riche ; et même les chiens venaient encore lécher ses ulcères. 22 Le pauvre mourut, et il fut porté par les anges dans le sein d'Abraham. Le riche mourut aussi, et il fut enseveli. 23 Dans le séjour des morts, il leva les yeux ; et, tandis qu'il était en proie aux tourments, il vit de loin Abraham, et Lazare dans son sein. 24 Il s'écria : « Père Abraham, aie pitié de moi, et envoie Lazare, pour qu'il trempe le bout de son doigt dans l'eau et me rafraîchisse la langue ; car je souffre cruellement dans cette flamme. »
25 Abraham répondit : « Mon enfant, souviens-toi que tu as reçu tes biens pendant ta vie, et que Lazare a eu les maux pendant la sienne ; maintenant il est ici consolé, et toi, tu souffres. » 26 « D'ailleurs, il y a entre nous et vous un grand abîme, afin que ceux qui voudraient passer d'ici vers vous, ou de là vers nous, ne puissent le faire. » 27 Le riche dit : « Je te prie donc, père Abraham, d'envoyer Lazare dans la maison de mon père ; car j'ai cinq frères. 28 C'est pour qu'il leur atteste ces choses, afin qu'ils ne viennent pas aussi dans ce lieu de tourments. » 
29 Abraham répondit : « Ils ont Moïse et les prophètes ; qu'ils les écoutent ». 30 Et il dit : « Non, père Abraham, mais si quelqu'un des morts va vers eux, ils se repentiront. » 31 Et Abraham lui dit : « S'ils n'écoutent pas Moïse et les prophètes, ils ne se laisseront pas persuader par quelqu'un qui ressusciterait des morts. »
Traduction d'après la Bible Louis Segond.

## Interprétations

### L'existence du Purgatoire

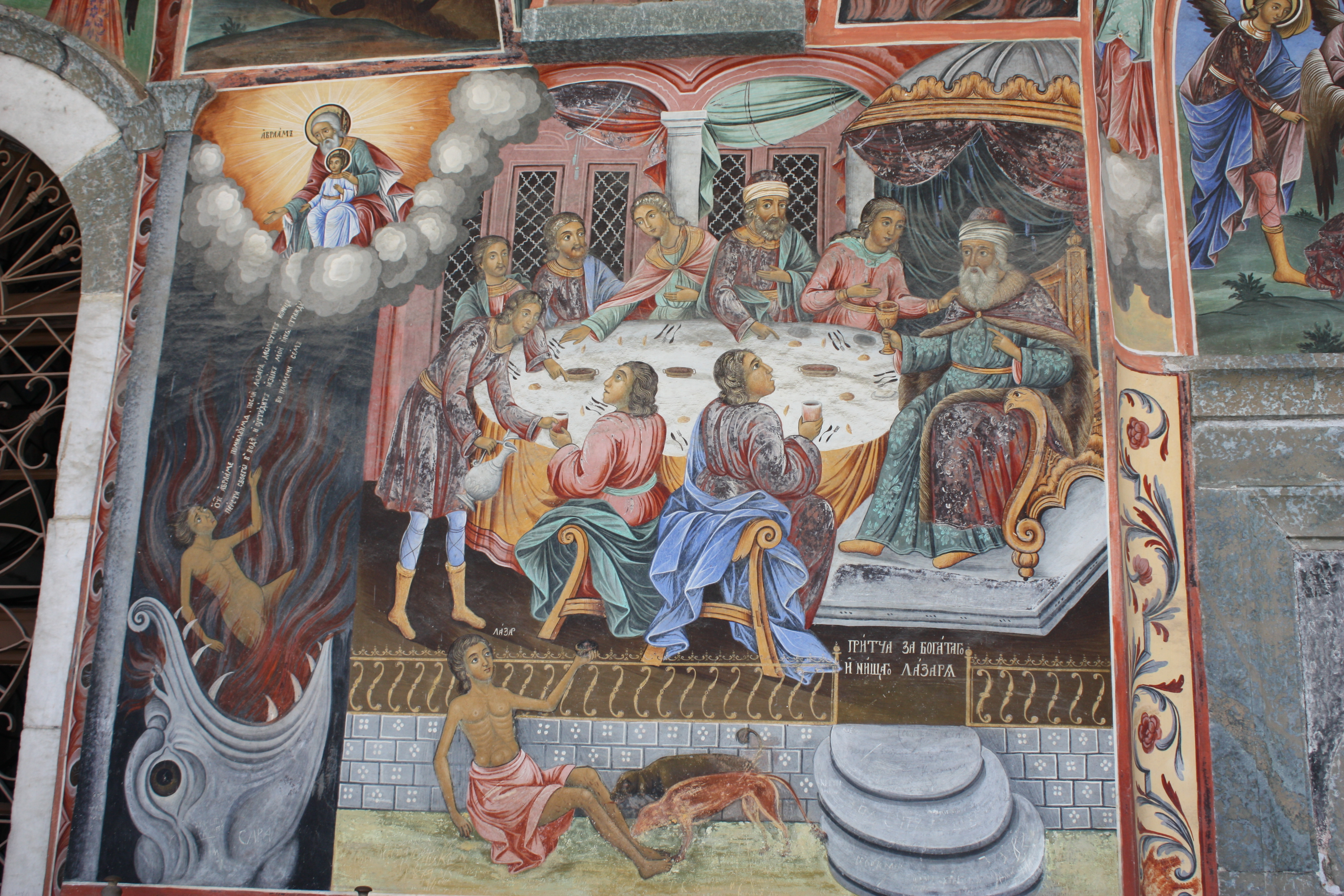
Fresque du riche et de Lazare au monastère de Rila.

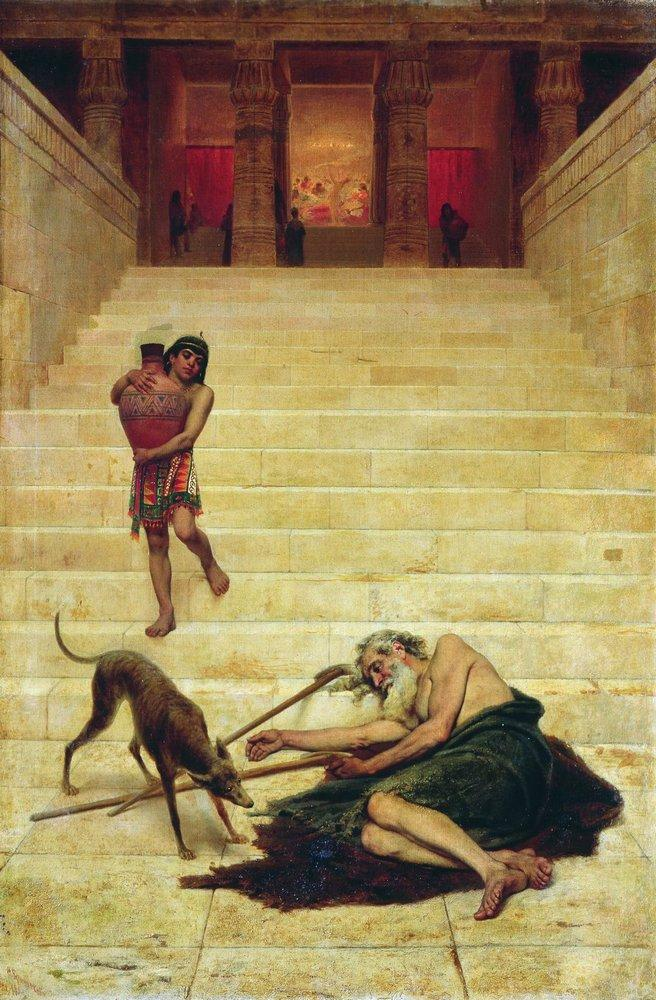
Illustration de Lazare à la porte de l'homme riche par Fiodor Bronnikov, 1886.

Hippolyte de Rome a écrit un traité sur le purgatoire qui repose sur Luc 16 : 19–31. La parabole fournit également une des sources pour le concept de limbes. Jacques-Bénigne Bossuet en fait un usage fréquent. Dans Spe salvi, le pape Benoît XVI affirme que la parabole du riche bon vivant et du pauvre Lazare, Jésus donne en avertissement l'image d'une âme ravagée par l'arrogance et par l'opulence, qui a créé elle-même un fossé infranchissable entre elle et le pauvre : « le fossé de l'enfermement dans les plaisirs matériels le fossé de l'oubli de l'autre, de l'incapacité d’aimer, qui se transforme maintenant en une soif ardente et désormais irrémédiable ». 
Benoît XVI affirme que cette parabole ne parle pas du destin définitif après le Jugement dernier, mais il reprend une conception qui se trouve dans le judaïsme ancien, à savoir la conception d'une condition intermédiaire entre mort et résurrection, un état dans lequel la sentence dernière manque encore. Il affirme que cette idée vétéro-juive de la condition intermédiaire inclut « l'idée que les âmes ne se trouvent pas simplement dans une sorte de détention provisoire, mais subissent déjà une punition, comme le montre la parabole du riche bon vivant, ou au contraire jouissent déjà de formes provisoires de béatitude ». Selon le Pape, dans cet état, sont possibles des purifications et des guérisons qui rendent l'âme prête à la communion avec Dieu : l'Église primitive a repris ces conceptions, à partir desquelles ensuite, dans l'Église occidentale, s'est développée petit à petit la doctrine du purgatoire.

### Identité de l'homme riche et de ses parents

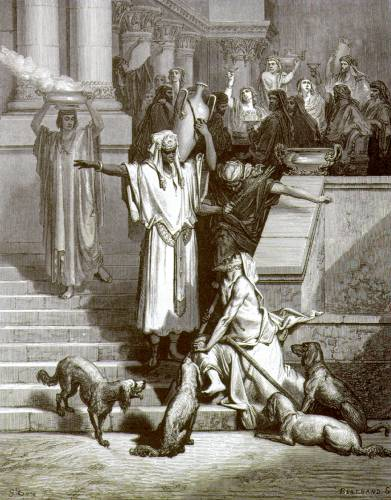
Lazare et l'homme riche, gravure de Gustave Doré.

- Le théologien allemand Johann Nepomuk Sepp considérait les cinq frères de l'homme riche, dans la maison de son père, comme une référence aux cinq fils d'Hanne, le Grand-prêtre[3]. Par conséquent, l'homme riche doit être une parodie de Caïphe.

- L'Abbé Claude-Joseph Drioux voit dans les mots d'Abraham (Luc 16:30-31), une prophétie concernant la tentative des Grands-prêtres de faire mourir Lazare de Béthanie de nouveau (Jean 12:10) : « Le mauvais riche serait Caïphe qui était arrivé au souverain pontificat à force d'argent. Ses cinq frères seraient les cinq fils du vieil Anne son beau-père: Eléazar, Jonathan, Théophile, Matthias et Ananias. Après sa résurrection le témoignage de Lazare ne les trouva pas moins obstinés dans leur erreur qu'auparavant et c'est cet endurcissement que Jésus prédit quand il dit que du moment qu'ils n'écoutent ni Moïse ni les prophètes, ils n'écouteront pas davantage quelqu'un qui viendrait de l'autre monde et qui aurait été ressuscité d'entre les morts[4].

- L’homme riche dont Jésus parle ici représente les chefs religieux juifs, non seulement les Pharisiens et les scribes, mais aussi les Sadducéens et les prêtres en chef. Leurs privilèges et leur situation spirituelle les rendent riches ; d’ailleurs, ils se conduisent comme l’homme riche décrit par Jésus. Leurs vêtements d’un pourpre magnifique représentent leur position de faveur, et le lin blanc, la justice qu’ils s’attribuent. Cette classe de l’homme riche, orgueilleuse, regarde les pauvres, le commun peuple, d’une façon plutôt méprisante, les appelant am ha’arèts, c’est-à-dire « gens de la terre ». Le mendiant, Lazare, représente donc ces gens auxquels les chefs religieux refusent de donner les privilèges et la nourriture spirituelle dont ils ont besoin. Ainsi, comme Lazare qui est couvert d’ulcères, le peuple est jugé spirituellement malade, tout juste bon à tenir compagnie aux chiens. Pourtant, ceux qui appartiennent à la classe de Lazare ont faim et soif de nourriture spirituelle et se tiennent à la porte dans l’espoir de recevoir quelque maigre bouchée de nourriture spirituelle qui pourrait tomber de la table de l’homme riche. L’homme riche et Lazare n’étant pas des personnages réels mais symbolisant des classes d’individus, il s’ensuit logiquement que leur mort est, elle aussi, symbolique. Que figure-t-elle ? Jésus vient juste de mettre en relief un changement de situation, disant que "La loi et les prophètes ont subsisté jusqu'à Jean ; depuis lors, le royaume de Dieu est annoncé, et chacun use de violence pour y entrer." (Luc 16:16) C’est donc la prédication de Jean et de Jésus qui entraîne la mort de l’homme riche et de Lazare quant à leur condition passée. Les humains humbles et repentants qui constituent la classe de Lazare meurent quant aux privations dont ils souffraient jusque-là sur le plan spirituel et se voient accorder une place nouvelle : la faveur de Dieu. Alors qu’ils se tournaient précédemment vers les chefs religieux pour ramasser le peu qui tombait de leur table spirituelle, les vérités bibliques exposées par Jésus comblent maintenant leurs besoins. Ils sont ainsi emportés auprès de Dieu, le Grand Abraham, à la place dite du Sein, ou position de faveur. Par contre, ceux qui composent la classe de l’homme riche s’attirent la défaveur divine parce qu’ils rejettent obstinément le message du Royaume qu’enseigne Jésus. Ce faisant, ils meurent quant à leur ancienne position, la faveur apparente de Dieu. En fait, il est dit d’eux qu’ils sont dans des tourments symboliques[5],[6],[7].

- À l'ère du rationalisme, d'autres interprétations éthiques et allégoriques ont commencé à circuler, par exemple l'interprétation du secrétaire d'Isaac Newton, William Whiston[Note 1].

## Œuvres artistiques
- Monastère de Batchkovo
- Abbaye Saint-Pierre de Moissac
- Basilique Sainte-Marie-Madeleine de Vézelay

La parabole a également été l'objet de quelques-uns des premiers oratorios. Par exemple Dives malus (Historia Divitis) de Carissimi.

## Patronage
Lazare est le saint patron de l'ordre de Saint-Lazare de Jérusalem, des lépreux et des pauvres.